# Mill Creek (Whitelock Creek)
Der Mill Creek (englisch für „Mühlbach“) ist ein kleiner Bach im Wyoming County im US-Bundesstaat Pennsylvania.
Der Bach entspringt einem Teich auf etwa 340 m Seehöhe. Er fließt im Northmoreland Township in östliche Richtung durch ländliches Gebiet. Im Exeter Township mündet der Mill Creek in den Whitelock Creek, kurz vor dessen Einmündung in den Susquehanna River.
Nach Angabe des USGS ist der Mill Creek etwa 7,9 km lang und hat ein Einzugsgebiet von 10,5 km².